# Culex mattinglyi
Culex mattinglyi är en tvåvingeart som beskrevs av Knight 1953. Culex mattinglyi ingår i släktet Culex och familjen stickmyggor. Inga underarter finns listade i Catalogue of Life.